# 2 Pułk Strzelców Konnych (II RP)

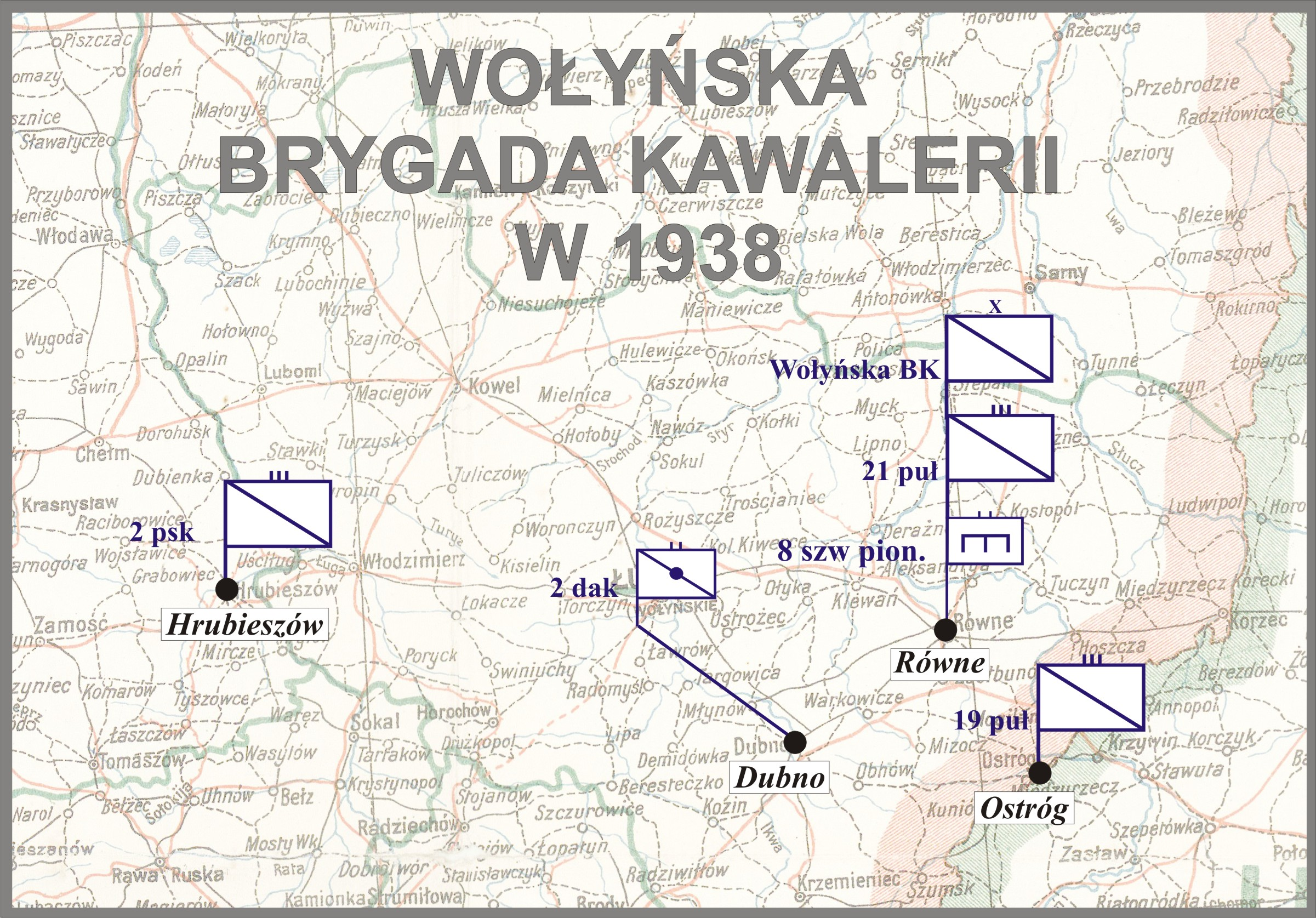
Wołyńska BK w 1938

2 pułk strzelców konnych (2 psk) – oddział kawalerii Wojska Polskiego II RP.

## Pułk w okresie pokoju

### Reorganizacja i podporzadkowanie
„Pokojowy”  2 pułk strzelców konnych powstał na mocy rozkazu Ministerstwa Spraw Wojskowych z 6 października 1920 na bazie II dywizjonu „wojennego” 1 pułku strzelców konnych oraz  I dywizjon wojennego 4 pułku strzelców konnych – kontynuatora tradycji I dywizjonu 1 pułku szwoleżerów  Armii Polskiej we Francji. W skład hrubieszowskiego 2 pułku strzelców konnych miał również wejść też IV dywizjon wojennego 1 psk, powstały z nadwyżek rozformowanego 3 Siedleckiego pułku ułanów Brygady Jazdy Ochotniczej mjr. Feliksa Jaworskiego, jednakże dywizjon ten pozostał do jesieni 1921 na służbie na linii demarkacyjnej, a następnie wszedł w skład 9 pułku strzelców konnych.
Pułk spełniał rolę jazdy dywizyjnej, a jego dowódca podlegał bezpośredni dowódcy Okręgu Korpusu Nr II. W zakresie szkolenia pułk w tym czasie podlegał inspektorowi jazdy nr I. Już w 1922 został podporządkowany pod względem wyszkolenia dowódcy II Brygady Jazdy. W tym okresie w jego skład wchodziły trzy szwadrony strzelców konnych, oddział szkolny karabinów maszynowych, pułkowa szkoła podoficerska i kadra szwadronu zapasowego. Zgodnie z pokojowym etatem pułk miał liczyć 30 oficerów, 115 podoficerów i 491 szeregowców oraz 621 koni, a w wyposażeniu miał posiadać 2 ciężkie karabiny maszynowe, 24 ręczne karabiny maszynowe, 561 karabinków kawaleryjskich, 57 pistoletów i 558 szabel. Jego podstawowym zadaniem mobilizacyjnym było wystawić dwuszwadronowe dywizjony jazdy organicznej dla 3., 13. i 27 Dywizji Piechoty. 
Wraz ze zmianą terminu „jazda" na „kawaleria", pułki strzelców konnych zostały przeformowane w 1924 w pułki jazdy samodzielnej. Reorganizacja polegała na sformowaniu 4 szwadronu oraz przeformowaniu oddziału karabinów maszynowych w szwadron ciężkich karabinów maszynowych. Ponadto w pułku utworzono pluton łączności i sekcję pionierów. Jednocześnie 2 psk wyszedł z bezpośredniego podporządkowania dowódcy Okręgu Korpusu nr II i wszedł  w skład XVII Brygady Kawalerii. W marcu 1930 rozformowano 4 Dywizję Kawalerii, a XVII BK stała się samodzielną. Wiosną 1937 brygada została rozformowana, a 2 pułk strzelców konnych włączono w skład Wołyńskiej Brygady Kawalerii.

### Zakwaterowanie
Miejscem formowania nowego 2 pułku strzelców konnych były hrubieszowskie koszary kawaleryjskie, a przeznaczone do jego składu pododdziały napływały z frontu od lipca do października 1921.

### Konie
Konie starano się grupować według maści w poszczególnych pododdziałach. Dominujące w pułku były konie gniade. Jedynie szwadron ciężkich karabinów maszynowych miał konie karę, a pluton łączności i pluton trębaczy konie siwe. 

### Plan mobilizacyjny „S”
| Pułk w planie mobilizacyjnym „S”   | Pułk w planie mobilizacyjnym „S” | Pułk w planie mobilizacyjnym „S” |
| Nazwa pododdziału                  | Termin                           | Miejsce mobilizacji              |
| ---------------------------------- | -------------------------------- | -------------------------------- |
| dowódca pułku z drużyną            | alarm                            | Hrubieszów                       |
| pluton łączności                   | alarm                            | Hrubieszów                       |
| 1÷4 szwadrony                      | alarm                            | Hrubieszów                       |
| szwadron karabinów maszynowych     | alarm                            | Hrubieszów                       |
| dowódca brygady kawalerii nr 17    | alarm                            | Hrubieszów                       |
| Kwatera Główna nr 117 (I eszelon)  | alarm                            | Hrubieszów                       |
| szwadron kawalerii nr 57           | 8                                | Hrubieszów                       |
| pluton ckm nr 57                   | 8                                | Hrubieszów                       |
| szwadron kawalerii nr 87           | 10                               | Hrubieszów                       |
| pluton ckm nr 87                   | 10                               | Hrubieszów                       |
| kolumna taborowa nr 263            | 9                                | Hrubieszów                       |
| kolumna taborowa nr 281            | 11                               | Hrubieszów                       |
| kolumna taborowa nr 282            | 12                               | Hrubieszów                       |
| kolumna taborowa nr 283            | 15                               | Hrubieszów                       |
| Kwatera Główna nr 117 (II eszelon) | 4                                | Hrubieszów                       |
| poczta polowa nr 40                | 4                                | Hrubieszów                       |
| sąd polowy nr 117                  | 4                                | Hrubieszów                       |
| uzupełnienie do czasu „W”          | 6                                | Hrubieszów                       |
| PKU Hrubieszów                     | 2                                | Hrubieszów                       |
| szwadron marszowy 1/2 psk          | 18                               | Hrubieszów                       |
| pluton marszowy nr 1/57            | 30                               | Hrubieszów                       |
| pluton marszowy nr 1/87            | 30                               | Hrubieszów                       |
| szwadron zapasowy                  | do 15                            | Hrubieszów                       |

| Obsada personalna i struktura organizacyjna w marcu 1939 | Obsada personalna i struktura organizacyjna w marcu 1939 |
| -------------------------------------------------------- | -------------------------------------------------------- |
| dowódca pułku                                            | płk Romuald Niementowski                                 |
| I zastępca dowódcy                                       | ppłk Władysław Feliks Bereza                             |
| adiutant                                                 | rtm. Roman Adam Sulimir                                  |
| lekarz medycyny                                          | kpt. dr Marian Lisowski                                  |
| lekarz weterynarii                                       | por. Bolesław Kędzierski                                 |
| komendant rejonu PW Konnego                              | rtm. Tomasz Wdziękoński (*)                              |
| II zastępca dowódcy (kwatermistrz)                       | mjr Władysław II Walczyński                              |
| oficer mobilizacyjny                                     | rtm. adm. (kaw) Michał Radzimiński                       |
| zastępca oficera mobilizacyjnego                         | rtm. adm. (kaw.) Żelisław Zawadzki                       |
| oficer administracyjno-materiałowy                       | rtm. adm. (kaw.) Piotr Wielgosz                          |
| dowódca szwadronu gospodarczego                          | p.o. ppor. Józef Kotwica (*)                             |
| oficer gospodarczy                                       | kpt. int. Jan Antoni Łyzoń                               |
| oficer żywnościowy                                       | vacat                                                    |
| dowódca plutonu łączności                                | por. Kazimierz Józef Manikowski                          |
| dowódca plutonu kolarzy                                  | ppor. Józef Kotwica (*)                                  |
| dowódca plutonu ppanc.                                   | por. Józef Gajewski                                      |
| dowódca 1 szwadronu                                      | rtm. Stanisław Glasser                                   |
| dowódca plutonu                                          | ppor. Wiktor Lorenz                                      |
| dowódca 2 szwadronu                                      | rtm. Bohdan Dobrzański                                   |
| dowódca plutonu                                          | ppor. Mieczysław Ciesiul                                 |
| dowódca 3 szwadronu                                      | rtm. Tomasz Wdziękoński (*)                              |
| dowódca plutonu                                          | ppor. Ryszard Szydłowski                                 |
| dowódca 4 szwadronu                                      | p.o. ppor. Ludwik Bronisław Szafarski                    |
| dowódca plutonu                                          | ppor. Stefan Konstanty Suchodolski                       |
| dowódca szwadronu km                                     | por. Tadeusz Izydor Gierasieński                         |
| dowódca plutonu                                          | ppor. Tadeusz Kostarski                                  |
| dowódca szwadronu zapasowego                             | mjr Janusz Kapuściński                                   |
| zastępca dowódcy                                         | vacat                                                    |
| dowódca plutonu                                          | por. adm. (kaw.) Teodor Karwowski                        |
| odkomenderowany                                          | rtm. Tadeusz Czesław Kohaut                              |
| na kursie                                                | rtm. Leon Jurkowski                                      |
| na kursie                                                | por Alfons Józef Braun                                   |
| na kursie                                                | por. Ryszard Ignacy Kwiatkowski                          |

### Mobilizacja 1939
2 pułk strzelców konnych został zmobilizowany w ramach mobilizacji alarmowej w grupie czerwonej w czasie od A+24 do A+42. Mobilizację pułku rozpoczęto 14 sierpnia o godz. 0.01 w garnizonie Hrubieszów. Dodatkowo zmobilizowano w 2 psk jako jednostki brygadowe:
- szwadron kolarzy nr 4
- samodzielny pluton km nr 4,
- kolumnę taborową kawaleryjską typ II nr 244,
- warsztat taborowy nr 241.

W I rzucie mobilizacji powszechnej na bazie 2 psk zmobilizowano:
- szwadron marszowy Wołyńskiej BK nr 3 (2 psk),
- uzupełnienie marszowe 4 szwadronu kolarzy,
- Ośrodek Zapasowy Kawalerii „Hrubieszów” Wołyńskiej Brygady Kawalerii[16].

17 sierpnia strzelcy konni zostali załadowani do transportów kolejowych i odjechali w kierunku granicy zachodniej. Pułk był transportowany przez Włodzimierz, Kowel, Lwów, Kraków, Katowice, Radomsko. Po wyładowaniu pułk dotarł do miejsca koncentracji Wołyńskiej BK w dniu 20 sierpnia, na północ od Częstochowy do miejscowości Strzelce Wielkie. 28 sierpnia nastąpiła zmiana dowódcy pułku, płk Romuald Niementowski został odwołany ze stanowiska, a jego funkcję objął ppłk Józef Mularczyk. Zastępcą dowódcy pułku został mjr Włodzimierz Łączyński. W ramach planu „Z” Wołyńska Brygada Kawalerii weszła w skład Armii „Łódź” i znajdowała się na jej lewym skrzydle, na styku z Armią „Kraków”, w rejonie Kłobucka. Nocą 30/31 sierpnia 2 psk zatrzymał się w lesie pod Kołaczkowicami.

## 2 psk w kampanii wrześniowej

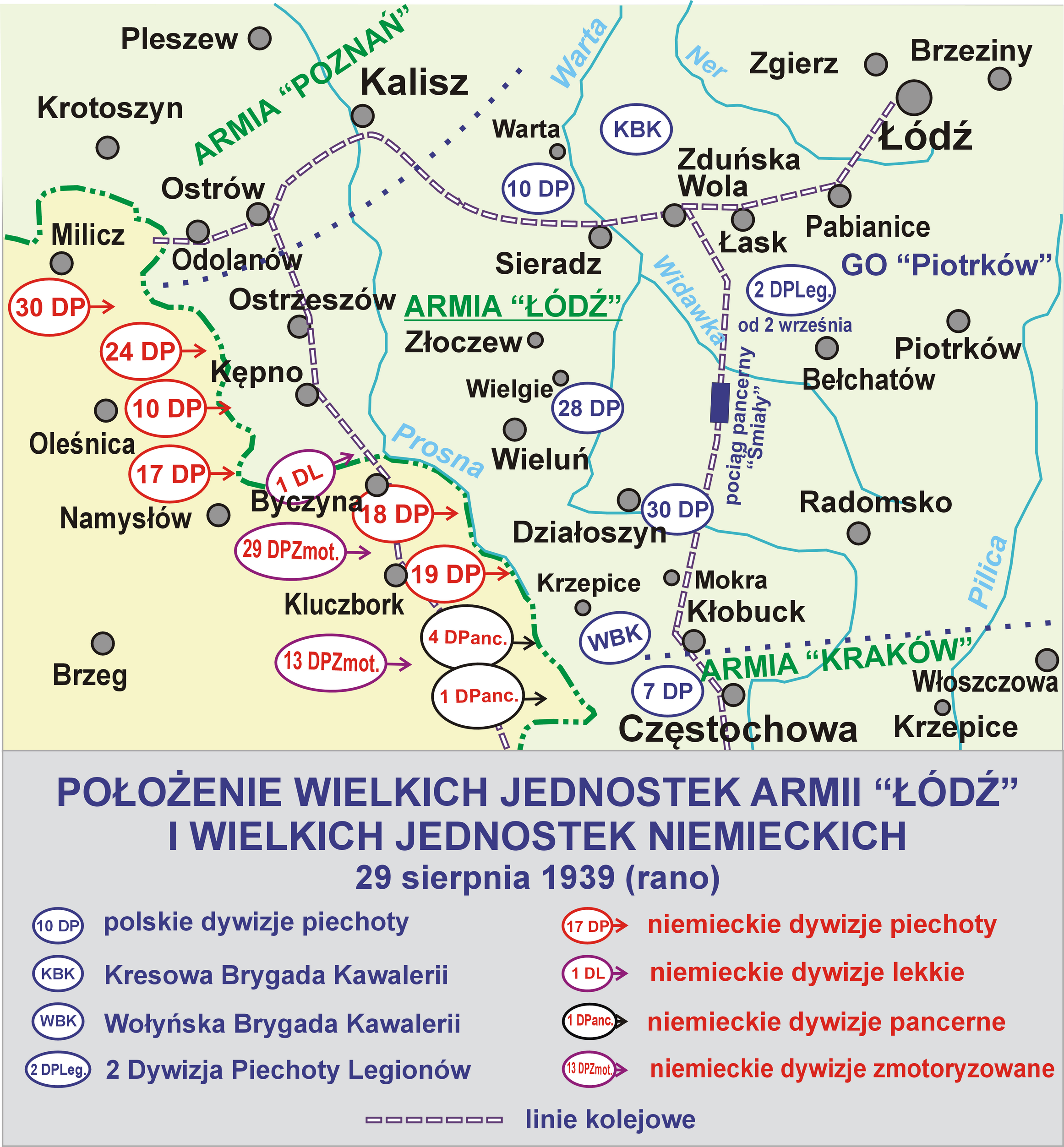
Pułk walczył w składzie Wołyńskiej BK

### Działania bojowe
Przed wybuchem wojny Wołyńska BK podlegała bezpośrednio dowódcy Grupy Operacyjnej „Piotrków“ gen. bryg. Wiktorowi Thommée. Zadaniem brygady było odpieranie ataków silnie skoncentrowanych tutaj niemieckich wojsk pancernych i opóźnianie ich marszu w głąb kraju. 2 pułk strzelców konnych znalazł się w odwodzie brygady.

#### Bój pod Mokrą
1 września 1939 Wołyńska BK wzięła udział w bitwie pod Mokrą. 2 pułk strzelców konnych, stanowił jej odwód. W godzinach porannych I linię obrony Wołyńskiej BK stanowiły 19 pułk ułanów, 21 pułk ułanów oraz 2 dywizjon artylerii konnej. Z uwagi na pilną potrzebę utworzenia II linii obrony w oparciu o linię kolejową Kłobuck-Działoszyn obsadzono ją siłami 12 pułku ułanów. Celem wzmocnienia obrony 12 puł wzmocniono go o godz. 9.30 dwoma armatami przeciwpancernymi z 2 pułku, pod dowództwem wachmistrza Jana Bonieckiego. W trakcie dwugodzinnej walki oba działony zniszczyły 12 czołgów niemieckich, 6 strzelców odniosło rany, a 1 zaginął, uszkodzeniu uległa jedna armata. Ze względu na przełamanie obrony 21 i 12 pułków ułanów w rejonie toru kolejowego, do walki wszedł spieszony 2 psk ok. godz. 16:00, biorąc udział w kontrataku przeciwko atakującej polskie pozycje niemieckiej 4 Dywizji Pancernej. Strzelcy konni wsparci zostali przez 21 dywizjon pancerny. W trakcie walki 2 psk obsadził linię toru kolejowego na południe od 12 puł. Po zakończeniu bitwy pod Mokrą, Brygada wycofała się z rejonu nadgranicznego. 

#### Walki o lasy Łobodno i wypad na Kamieńsk
2 września 2 psk wraz z baterią 2 dak zajął odcinek obrony od wsi Ostrowy do wsi Kocin Stary, jako I rzut obrony wraz z 19 puł. i 11 batalionem strzelców. Ze stanowisk pułku widoczne były przemieszczające się niemieckie kolumny pancerne i zmotoryzowane. Ok. godz. 11.00 pułk utracił łączność z pozostałą częścią brygady. Z uwagi na co, ppłk Józef Mularczyk wycofał 2 psk na wschód od wsi Ostrowy. W rejonie tym natknięto się na czołgi niemieckiej 4 DPanc. okrążające lasy Łobodno. Odwodowy 12 puł. wraz z 21 dpanc. związał walką niemieckie oddziały. 2 psk przebił się przez okrążenie niemieckie, czołowy 1 szwadron poniósł duże straty, w walce leśnej poległ por. Antoni Czernyszewicz, a rtm. Tadeusz Kohaut został ranny. Po walce pułk podjął marsz z Kocimia Zasmole w kierunku rzeki Warty do Brzeźnicy. Następnie na rozkaz dowódcy Wołyńskiej BK, pomaszerował do Koźniewic na północny wschód od Kamieńska. Od rana 3 września pułk wypoczywał. Na rozkaz płk. dypl. Juliana Filipowicza przygotowano w pułku oddział do wypadu na Kamieńsk. Oddział wypadowy w sile 56 strzelców ochotników z 1, 2 i 3 szwadronów pod dowództwem mjr. Włodzimierza Łączyńskiego, był ubezpieczany przez 4 szwadron. Wypad wykonano nocą 3/4 września na będące w Kamieńsku zgrupowanie taktyczne 1 Brygady Strzelców niemieckiej 1 DPanc. Straty niemieckie nie są znane, z relacji wynika, że przy pomocy butelek z naftą i benzyną spalono pojazdy cysterny, granatami zadano straty w pojazdach pancernych i sile żywej. Własne straty to, 4 żołnierzy zaginionych i 1 ranny. Po wypadzie niemieccy żołnierze zamordowali ok. 30 osób cywilnych w Kamieńsku i okolicach. 

#### W odwrocie i pod Cyrusową Wolą
2 psk przemieścił się do rejonu ześrodkowania Wołyńskiej BK w lesie na północny wschód od Drużbic, gdzie pozostał przez resztę 4 września i 5 września jako odwód Grupy Operacyjnej „Piotrków“. Następnie nocą 5/6 września pomaszerował do Wadlewa, w tym rejonie doszło do potyczek z niemieckimi patrolami pancerno-motorowymi. Następną nocą również wykonano odwrót osiągając rano rejon  Andrespola. Celem osłony wojsk Grupy Operacyjnej „Piotrków“ od zachodu i północy 2 psk wraz z brygadą pomaszerował nocą 7/8 września do lasów w rejonie Skoszewy, Cyrusowa Wola. Tam po zajęciu obrony prowadziły pułki Wołyńskiej BK bój z podchodzącymi elementami niemieckiej 10 DP. Pułk obsadził las w widłach szos Stryków-Głowno i Stryków-Brzeziny, w I rzucie Brygady wraz z 21 p uł. Od godz. 9.00 8 września na pozycje 2 psk i 21 puł. oraz 2 dak wyszło natarcie niemieckiej piechoty z 10 DP, wspartej silnym ostrzałem artyleryjskim. Pozycje obronne Wołyńskiej BK były atakowane przez bombowce nurkujące. Natarcie niemieckie zostało odparte ze stratą kilku pojazdów pancernych. Ponowne niemieckie natarcie o godz. 12.00 również nie przyniosło powodzenia. Podczas kolejnego natarcia niemieckiego po godz. 13.00 niemiecka piechota uzyskała przełamanie w obronie 21 pułku ułanów, okrążając częściowo ułanów. Pomimo kontrataków 12 i 19 pułków ułanów, piechoty niemieckiej nie udało się wyprzeć z lasu. Ze względu na zagrożenie skrzydeł obrony strzelców konnych, 2 pułk został zmuszony do wycofania się w kierunku północnym. Podejmowano kontrataki, w trakcie jednego z nich, ranny został dowódca szwadronu ckm ppor. Kostarski. Na rozkaz dowódcy Wołyńskiej BK 2 psk prowadził odwrót za rzekę Mrogę. W trakcie odwrotu w ciemnościach nocy, od pułku odłączył się 1 szwadron i mjr Włodzimierz Łączyński. Miejsce koncentracji w lasach w pobliżu Chlebowa 2 psk osiągnął rano 9 września. Po odpoczynku, na rozkaz płk. dypl. Juliana Filipowicza 2 psk w składzie pozostałości Wołyńskiej BK, pomaszerował do Puszczy Kampinoskiej. Rejon wsi Kampinos osiągnął 10 września rano. 10 września pułk odpoczywał i porządkował pododdziały. Następnie w nocy 10/11 września poprzez Puszczę Kampinoską, wyruszył w kierunku Modlina. Po przeprawie przez mosty na Wiśle w Modlinie, 2 psk dotarł do lasów w rejonie Chotomów-Jabłonna rano o godz. 9.00 11 września. 

#### W Grupie Operacyjnej Kawalerii gen. Andersa
Rano 12 września pułk wraz z niepełną Wołyńską BK pomaszerował poprzez Jabłonnę, Pragę, Kawęczyn, Anin do Miłosnej, gdzie wszedł w skład Grupy Operacyjnej Kawalerii gen. bryg. Władysława Andersa. 13 września 2 psk wraz z resztą Wołyńskiej BK, podjął natarcie poprzez Miłosną Starą na Mińsk Mazowiecki. 2 psk znalazł się w II rzucie natarcia brygady za jej siłami głównymi wspartymi dwoma batalionami piechoty. Natarcie początkowo odniosło sukces z uwagi na zaskoczenie będących częściowo w marszu oddziałów niemieckiej 11 DP. Zdobyto wsie Choszczówka i Rysie oraz Cyganka. Po godz. 12.00 na południowe skrzydło Wołyńskiej BK w rejonie Dębe Wielkie uderzyła kolumna z niemieckiej 11 DP. Do kontrataku wyznaczony został 2 psk wraz z podporządkowaną kompanią asystencyjną z Armii „Prusy”. Kontratak wzmocnionego 2 psk doprowadził do zatrzymania batalionu ze składu niemieckiej 11 DP na nasypie toru kolejowego do Mińska Mazowieckiego. Po godz. 18.00 na rozkaz gen. Władysława Andersa, Wołyńska BK, a w jej składzie 2 psk oderwała się od wojsk niemieckich i podjęła marsz w kierunku Garwolina. Nocnym marszem 13/14 września poprzez zatory drogowe, Wołyńska BK dotarła do rzeki Świder w miejscowości Rudka. Część brygady wraz z 19 puł. i 2 psk i elementami 2 dak przeprawiła się przez rzekę, reszta brygady została odcięta i w większości nie dołączyła do macierzystej brygady. Strzelcy konni tocząc drobne potyczki z patrolami niemieckimi poprzez Garwolin dotarli do lasów na północ od Łaskarzewa w godzinach popołudniowych 14 września. Podjęto nocą 14/15 września marsz poprzez Łaskarzew, przeprawę na rzece Wieprz w Łysobokach, aż do Michowa. Z napotkanych magazynów lotniczych w Sobieszynie uzupełniono wyposażenie, amunicję i paliwo. W trakcie kolejnego nocnego marszu pułk dotarł w okolice Lublina 16 września rano. Następnej nocy 16/17 września pułk dojechał w okolice Lubartowa. 17 i 18 września strzelcy konni wraz z Wołyńską BK ubezpieczali całą GOKaw. od strony wschodniej, prowadzono rozpoznanie wschodniego brzegu rzeki Wieprz. 18 września 2 psk podjął marsz na południe i przekroczył w szykach Wołyńskiej BK szosę Lublin-Chełm Lubelski. Nocą 18/19 września hrubieszowscy strzelcy konni dojechali w lasy w okolicach Rejowca. 19 września 2 puk toczył potyczki z niemieckimi patrolami w rejonie postoju, a także zaopatrzył się w żywność z transportu kolejowego na stacji w Rejowcu. Podczas nocnego marszu 19/20 września brygada wraz z 2 pułkiem osiągnęła rejon lasów w pobliżu Komarowa. 
Następnie poprzez Krasnystaw zajęto rejon Wojsławice, Grabowiec. Pułk wraz z brygadą odpoczywał, patrolując jednocześnie okolicę. Nocą 21/22 września brygada wraz z 2 psk wyszła na pozycje do ataku w kierunku południowym. 2 pułk miał prowadzić natarcie 22 września jako straż przednia Wołyńskiej BK, po trasie Józefów, Majdan Krynicki. Czołowy 3 szwadron został spieszony i zajął niebroniony odcinek szosy Tomaszów Lubelski-Zamość w rejonie Majdanu Krynickiego. Pozostałe szwadrony 2 psk obsadziły obie strony szosy umożliwiając dalszy przemarsz Wołyńskiej BK. W zabudowaniach Majdanu Krynickiego o świcie 23 września natknięto się na piechotę z samochodami z 4 Dywizji Lekkiej. Majdan Krynicki opanował 2 psk i 19 puł. ze wsparciem pozostałości 2 dak. Wzięto licznych jeńców, zdobyto ciężarówki. 2 pułk strzelców konnych wraz z pozostałą częścią brygady zebrał się po walce w Suchowoli. Z pułku pozostały tylko 2 i 3 szwadron i pół szwadronu ckm. Następnie 3 szwadron wykonał wypad w pobliżu przepraw na rzece Wieprz, w pobliżu miejscowości Jacnia-Kaczórki. Zniszczył tam kilka niemieckich samochodów. Następnie 2 psk brał udział w natarciu na przeprawy w Jacni i Kaczórkach. Natarcie odniosło początkowo sukces, dzięki wsparciu 15 baterii artylerii konnej i reszty 2 dak. Niemiecka artyleria ostrzelała zgrupowanie koniowodów, walczących spieszonych szwadronów Wołyńskiej BK i resztek Kresowej BK oraz dużą grupę taborów. Ostrzał spowodował wybuch paniki wśród taborów i spłoszenie koni walczących szwadronów. W wyniku dezorganizacji dowodzący natarciem płk. Adam Bogoria-Zakrzewski, nakazał odwrót pododdziałów do wsi Niemirówek i Dominikanówki. Ok. godz. 15.00 w rejonie Dominikanówki nastąpiła koncentracja pozostałości 2 psk. W trakcie karmienia koni pułk został zaskoczony i rozproszony przez pododdział niemieckich czołgów i piechoty zmotoryzowanej. 
Większość rozproszonych strzelców konnych z 2 pułku, dołączyła we wsi Dembówka na wschód od Krasnobrodu, do resztek Wołyńskiej BK i resztek Brygady Kawalerii płk. Zakrzewskiego. Kawalerzyści podzieleni na grupy liczące 20-30 jeźdźców usiłowały przedrzeć się, w ślad za Nowogródzką BK w kierunku granicy węgierskiej. Po zmianie decyzji z uwagi na napływających kawalerzystów na bazie kadr i szeregowych 2 psk, 25 września płk dypl. Julian Filipowicz sformował zbiorczy pułk Wołyńskiej Brygady Kawalerii. W nocy 25/26 września zbiorczy pułk Wołyńskiej BK przeprawił się przez Wieprz w Kaczórkach i uderzył pod osłoną mgły na wieś Majdan Wielki, którą zdobył. Wspomógł tym samym natarcie piechoty z Grupy gen. bryg. Przedrzymirskiego. 26 września zbiorczy pułk uderzył na niemiecką kolumnę na szosie zwierzynieckiej. Następnie nie podporządkował się decyzji o kapitulacji gen. Przedrzymirskiego i pomaszerował w kierunku granicy węgierskiej. Jednak z uwagi na otoczenie przez wojska niemieckie i sowieckie, 27 września płk Filipowicz rozwiązał zbiorczy pułk Wołyńskiej BK, którego ponad 50% stanu osobowego stanowili strzelcy konni 2 psk. Strzelcy konno i w oporządzaniu mieli po wypłaceniu żołdu, pojedynczo i grupkami przedostać się do swoich domów w pobliżu Hrubieszowa, gdzie w większości mieszkali. W czasie działań wojennych poległo 85 żołnierzy i 4 oficerów jednostki.

### Szwadron marszowy i Oddział Zbierania Nadwyżek 2 psk
Nadwyżki osobowe zebrane w szwadronie zapasowym po zmobilizowaniu pułku pod dowództwem mjr. Janusza Kapuścińskiego oraz inne zbierane pododdziały z kadr pułku, w tym szwadron krakusów i kolumny taborowe pod dowództwem mjr. Władysława Walczyńskiego pozwoliły sformować szwadron marszowy 2 psk. Został on sformowany w Hrubieszowie w ramach mobilizacji powszechnej. Wszystkie uzupełnienia marszowe, szwadron zapasowy i nadwyżki liczyły 1 września ok. 70 oficerów, 70 podchorążych i 600 szeregowych i 750 koni. W dalszym ciągu napływali do koszar 2 psk rezerwiści i zmobilizowane konie. Zasoby te wraz z napływającymi nadwyżkami 19 i 21 pułków ułanów utworzyły Ośrodek Zapasowy Wołyńskiej Brygady Kawalerii.
Za kampanię wrześniową 1939 pułk został odznaczony orderem Virtuti Militari.
Obsada personalna we wrześniu 1939
Dowództwo
- dowódca – ppłk kaw. Józef Jerzy Mularczyk
- zastępca dowódcy – mjr kaw. Włodzimierz Łączyński † 27 IX 1944 Oflag VI B Dössel
- adiutant – rtm. Roman Adam Sulimir †1940 Charków[34]
- oficer ordynansowy – ppor. rez. Jerzy Bańkowski
- kwatermistrz – rtm. Bohdan Bogumił Dobrzański †1940 Charków[35]
- oficer żywnościowy – ppor. rez. kaw. Stanisław Piotrowski[f]
- oficer broni i gazowy – ppor. Władysław Jankowski
- oficer oświatowy – ppor. rez. Jan Dobraczyński
- lekarz medycyny – kpt. lek. dr Marian Lisowski
- lekarz weterynarii – por. lek. wet. dr Bolesław Ignacy Kędzierski
- płatnik – ppor. Feliks Pietruczyniak
- kapelan – ks. kpl. Józef Śliwa †2 X 1942 Dachau
- dowódca szwadronu gospodarczego – ppor. rez. Stefan Grabski †1940 Charków[37]
- szef szwadronu – st. wachm. Antoni Radzik
- dowódca 1 szwadronu – rtm. Stanisław Glasser
  - dowódca I plutonu - por. Alfons Józef Braun
  - dowódca II plutonu - ppor. rez. Józef Tuszowski
  - dowódca III plutonu - ppor. rez. Józef Tomaszewski
- dowódca 2 szwadronu – por. Kazimierz Rogatko
  - dowódca I plutonu - ppor. Mieczysław Cieśluk
  - dowódca II plutonu - ppor. rez. Bohdan Czerniawski
  - dowódca III plutonu -  ppor. rez. Józef Wielowiejski
- dowódca 3 szwadronu – por. Tadeusz Gierasieński
  - dowódca I plutonu – por. Wiktor Lorenz †1940 Charków[38]
  - dowódca II plutonu - ppor. rez. Henryk Dembinski
  - dowódca III plutonu - ppor. Zygmunt Piórkowski
- dowódca 4 szwadronu – por. Antoni Czernysiewicz (od 25 sierpnia, † 3 IX 1939), ppor. Ludwik Bronisław Szafarski
  - dowódca I plutonu – ppor. Ludwik Bronisław Szafarski †1940 Charków[39]
  - dowódca II plutonu - ppor. rez. Stefan Lachman
  - dowódca III plutonu - ppor. rez. Stefan Anusik
- dowódca szwadronu ckm – rtm. Tadeusz Kohaut (do 2 IX 1939, niewola niemiecka), ppor. Tadeusz Kostarski
  - dowódca I plutonu – ppor. Tadeusz Kostarski (od 2 IX 1939 dowódca szwadronu ckm[g])
  - dowódca II plutonu - ppor. rez. Tomasz Zamoyski
  - dowódca III plutonu - ppor. rez. Stanisław Nowca

pododdziały specjalne
- dowódca plutonu łączności – por. Józef Kazimierz Manikowski
- dowódca plutonu przeciwpancernego – por. Józef Ostoja–Gajewski
- zastępca dowódcy plutonu – st. wachm. Jan Boniecki
- dowódca plutonu kolarzy – ppor. Józef Kotwica † 30 VIII 1944

## Symbole pułkowe

### Sztandar
Do 1925 pułk używał starego sztandaru, pochodzącego jeszcze z armii gen. Hallera. Wręczył go pułkowi Prezydent Republiki Francuskiej Raymond Poincaré w czerwcu 1918.
24 grudnia 1924 Prezydent RP Stanisław Wojciechowski zatwierdził wzór lewej strony płachty sztandaru 2 psk. Sztandar ufundowało społeczeństwo ziemi hrubieszowskiej, a wręczono go pułkowi 14 lipca 1925, czyli w dniu, w którym 2 psk obchodził swoje święto pułkowe, w rocznicę sformowania 1 szwadronu szwoleżerów w 1917 w Alenęon we Francji.

### Odznaka pamiątkowa
Odznaka zatwierdzona Dz. Rozk. MSWojsk. nr 9, poz. 135 z 28 lutego 1922. Posiada kształt proporczyka w barwach pułku – oliwkowo-amarantowy z chabrowym paskiem, na który nałożona jest odznaka Armii Polskiej we Francji. Dwuczęściowa – oficerska wykonana w tombaku srebrzonym. Wymiary: 51x24 mm. Projekt: Waldemar Tarnowski. Wykonanie: Stanisław Reising – Warszawa.

### Barwy
Od 1921 Pułk używał proporczyka barwy ciemnozielono-amarantowej z niebieskim paskiem. W latach 1922–1927 strzelcy konni mieli otoki barwy oliwkowej. Rozkazem Ministerstwa Spraw Wojskowych z 24 marca 1927 pułk otrzymał otok barwy amarantowej.
| Proporczyk | Opis                                                             |
| ---------- | ---------------------------------------------------------------- |
|            | Proporczyk szmaragdowo-amarantowy z chabrowym paskiem            |
|            | proporczyk dowództwa w 1939                                      |
|            | proporczyk 1 szwadronu w 1939                                    |
|            | proporczyk 2 szwadronu w 1939                                    |
|            | proporczyk 3 szwadronu w 1939                                    |
|            | proporczyk 4 szwadronu w 1939                                    |
|            | proporczyk 5 szwadronu ckm w 1939                                |
|            | proporczyk plutonu łączności w 1939                              |
| Inne       | Opis                                                             |
|            | Czapka rogatywka – otok amarantowy                               |
|            | Szasery ciemnogranatowe, lampasy amarantowe, wypustka amarantowa |

### Żurawiejka
| Na podstawie słów bezstronnych, górą nasz pułk strzelców konnych.          | Dumna mina, pusta głowa, to są strzelcy z Hrubieszowa. |
| Po każdej zwrotce: Lance do boju, szable w dłoń, bolszewika goń, goń, goń! |                                                        |

## Hrubieszowscy strzelcy konni

### Dowódcy i zastępcy dowódcy pułku
| Stopień, imię i nazwisko               | Okres pełnienia służby  | Kolejne stanowisko                             |
| Dowódcy pułku                          | Dowódcy pułku           | Dowódcy pułku                                  |
| -------------------------------------- | ----------------------- | ---------------------------------------------- |
| płk Bohdan Rudolpf                     |                         |                                                |
| ppłk kaw. Antoni Długoborski           | II 1921 – I 1928        | rejonowy inspektor koni w Płocku               |
| płk kaw. Romuald Niementowski          | I 1928 – 29 VIII 1939   | II zastępca komendanta SG                      |
| ppłk kaw. Józef Jerzy Mularczyk        | 29 VIII – IX 1939       |                                                |
| Zastępcy dowódcy pułku                 |                         |                                                |
| ppłk kaw. Jerzy Pytlewski              | 26 XI 1923 – 23 VI 1926 |                                                |
| ppłk SG dr Stanisław Rostworowski      | 11 X 1926 – 23 V 1927   | p.o. dowódcy 27 puł                            |
| mjr kaw. Aleksander Gulkowski          | 23 V 1927 – XI 1928     |                                                |
| mjr kaw. Bronisław Lechowski           | XI 1928) – 31 III 1930  | zastępca dowódcy 9 psk                         |
| mjr dypl. kaw. Stanisław I Chmielowski | 18 VI 1930 – 23 X 1931  | główny inspektor wyszkolenia wojskowego CWKaw  |
| mjr kaw. Stanisław Gąssowski           | 23 X 1931 – 30 IV 1934  | praktyka u rejonowego inspektora koni w Płocku |
| mjr dypl. kaw. Witold Sawicki          | od 1 V 1934             |                                                |
| mjr kaw. Władysław Bereza              | 1937 – VII 1939         | inspektor Południowej Grupy Szwadronów KOP     |
| mjr kaw. Włodzimierz Łączyński         | 22 VIII – IX 1939       |                                                |

### Żołnierze 2 pułku strzelców konnych – ofiary zbrodni katyńskiej
Biogramy zamordowanych oficerów znajdują się na stronie internetowej Muzeum Katyńskiego
| Nazwisko i imię            | stopień              | zawód             | miejsce pracy przed mobilizacją | zamordowany |
| -------------------------- | -------------------- | ----------------- | ------------------------------- | ----------- |
| Dobrzański Bohdan Bogumił  | rotmistrz            | żołnierz zawodowy |                                 | Charków     |
| Grabski Stefan             | podporucznik rezerwy | agronom           |                                 | Charków     |
| Holtzer Stefan             | porucznik rezerwy    | inżynier rolnik   | wł. majątku Siemienice          | Charków     |
| Lorenz Wiktor              | podporucznik         | żołnierz zawodowy |                                 | Charków     |
| Sadrzak-Sakrzak Tadeusz    | porucznik rezerwy    | nauczyciel        | szkoła powszechna w Lublinie    | Charków     |
| Sulimir Roman Adam         | rotmistrz            | żołnierz zawodowy |                                 | Charków     |
| Szafarski Ludwik Bronisław | podporucznik         | żołnierz zawodowy |                                 | Charków     |